# Miżłymanśke
Miżłymanśke (ukr. Міжлиманське) – wieś na Ukrainie, w obwodzie odeskim, w rejonie odeskim. W 2001 roku liczyła 1954 mieszkańców.
Do 2016 roku miejscowość nosiła nazwę Kotowka, a w latach 2016-2023 – Łatiwka.